# Pôle de conversion
Le terme de pôle de conversion a été inventé en France en mars 1984 par le gouvernement Mauroy. Il concerne quatorze, puis quinze espaces touchés par la récession de l'industrie (construction navale, charbonnages et sidérurgie).
Leur but est d'aider la conversion et la réindustrialisation de ces territoires où activités et emplois ont été supprimés. La mesure est un échec : il y a quelques créations d'emplois mais ces espaces conservent un chômage élevé.

## Liste des pôles de conversion
Zones portuaires
- Zone industrialo-portuaire de Fos-sur-Mer
- Zone portuaire de Dunkerque-Calais
- Chantiers navals de La Seyne et La Ciotat

Industrie lourde
- Bassin sidérurgique lorrain sud (Nancy)
- Bassin sidérurgique lorrain nord (Longwy-Briey-Thionville)
- Métallurgie de Caen

Extraction minière
- Bassin d'Albi-Carmaux
- Bassin de Chalon-sur-Saône-Le Creusot-Montceau-les-Mines
- Bassin de Decazeville
- Vallée de la Sambre
- Vallée de la Meuse (Charleville-Mézières)
- Valenciennois

Zones d'emploi sinistrées
- Montluçon
- Roanne
- Saint-Étienne